# Salmanassar III

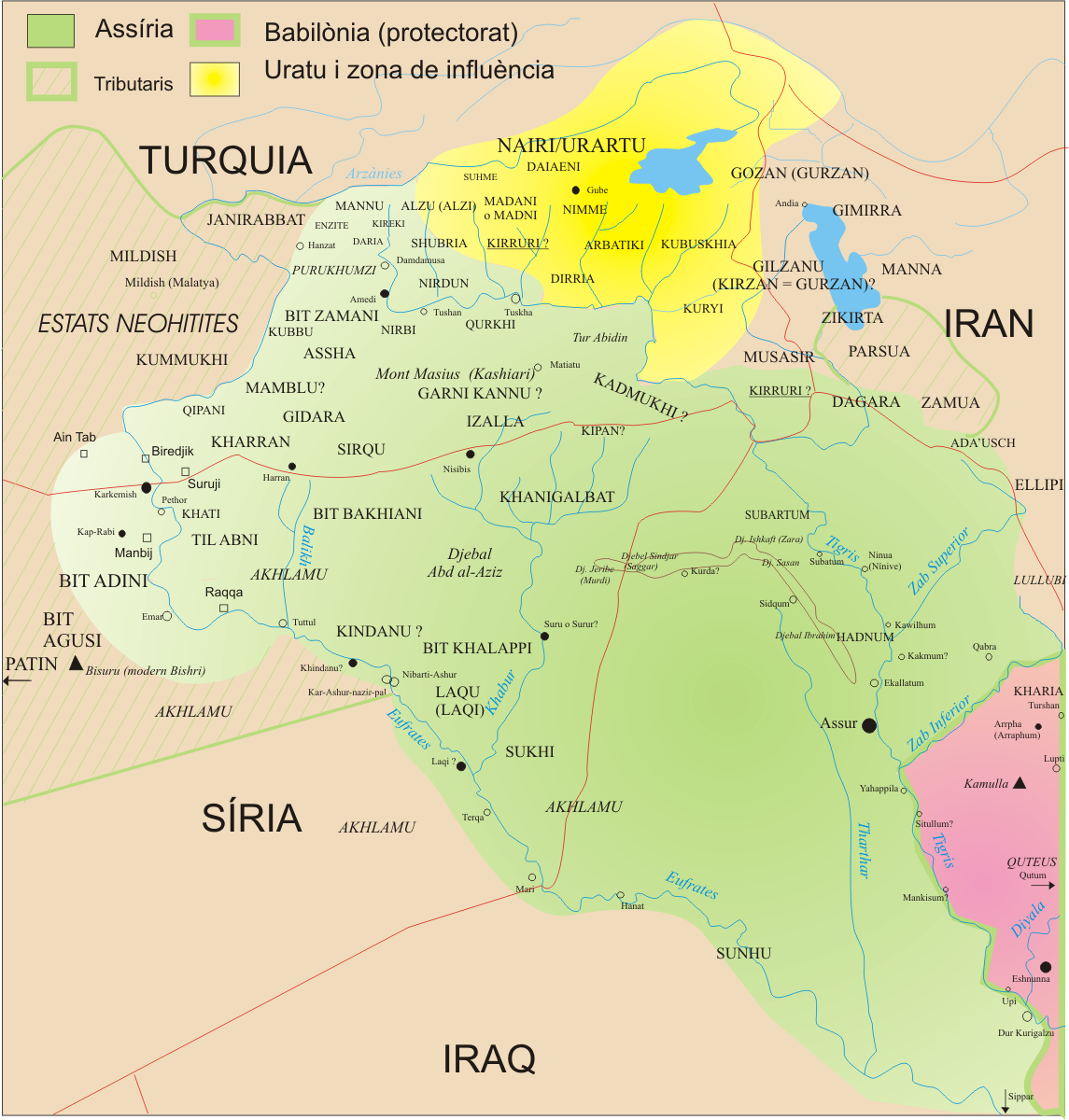
Ass´riai sota Salmanassar III

Salmanassar III fou rei d'Assíria, fill d'Assurnasirpal II. Va regnar 37 anys del 859 al 824 aC i va seguir la política paterna. Fonts principals del seu regnat són l'obelisc de basalt negre del rei amb explicació dels tributs i un detall de les seves campanyes militars (109 línies) que es complementa amb un monòlit del rei amb 156 línies de text, i complementat al seu torn per inscripcions en lamines de bronze que cobrien portes de fusta de les ciutats que tothom podia llegir; els relats però són menys detallats que els d'Assurnasirpal II i de vegades les campanyes es descriuen en unes poques paraules, sent més un catàleg que una història. Les campanyes les va fer durant 26 anys del seu regnat i després foren dirigides pel tartan Ashur-Dayan; el seu relat segueix per territoris i no per anys.

## Bit Adini

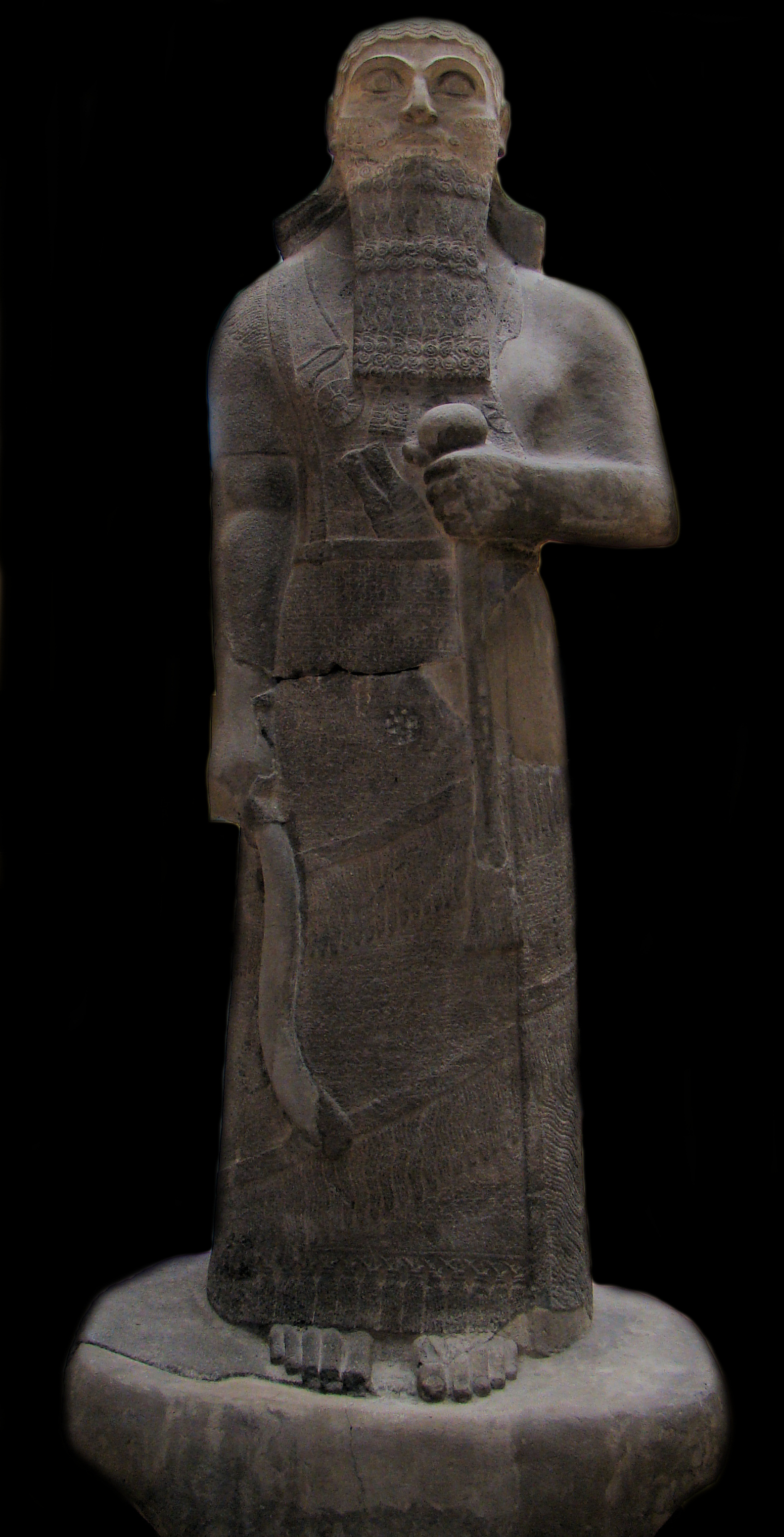
Estàtua del rei Salmanassar III

Després de la submissió per Assurnasirpal II, Bit Adini es va recuperar. No se sap que va passar durant el renat d'Akhuni que va provocar les hostilitats, però probablement un impagament o un retard del tribut. El país fou envaït el 859 aC arrasant algunes ciutats (Lala'ati, Bur Mar'âna i Pakarrukhbuni) però sense atacar la capital. Des de Bit Adini va passar al país de Gurgum (o Gamgum), al nord de Bit Adini, on regnava Matalla, que va pagar tribut; després va passar al regne de Samal (Sam'al) on regnava Khanu o Kha'anu, que era aliat de Sapulumi de Patin, d'Akhuni de Bit Adini i de Sangara de Khati o Karkemish. El rei Khanu fou derrotat al naixement del riu Salvar, al peu de les muntanyes Amanus; després els assiris van creuar l'Orontes i van ocupar la fortalesa d'Alizir, que pertanyia a Sapulumi de Khattim, que va fugir i va atreure a l'aliança contra assíria al rei de Kui o Kati (potser el regne de Que, el nom del rei no està indicat), al rei Pikhiris de Chilikka (Cilícia) i al rei Bur Anati de Yasbuk, però els aliats foren derrotats per Salmanassar i en la batalla el príncep Bur Anati va caure presoner; 25000 soldats de la coalició van morir, i el territori de la costa del golf d'Issos (Alexandretta) incloent diverses ciutats (Jazaz, Nulia i Butanu) fou assolat.
El 858 aC va tornar a Bit Adini i van assetjar Til Barsip que sembla que era la capital; el rei va poder fugir i fou perseguit sent atrapat a la fortalesa de Shitamrat a l'altre costat de l'Eufrates; el país fou devastat i fins i tot una fortalesa del rei de Karkemish va patir la fúria assíria. Khaian rei de Samal, Aramu rei de Bit Agusi, Sangara rei de Karkemish i Katazilu rei de Khummukhi (Kummuy) van enviar tribut. Salmanassar va abandonar la zona cap a Nairi.
Altre cop va tornar a Bit Adini el 857 aC. El setge de Til Barsip sembla que s'havia mantingut des de l'any anterior i quan el rei va tornar va capitular. La resistència es va enfonsar, la fortalesa de Nappig (a l'oest de l'Eufrates) que resistia, també es va rendir, i el país fou annexionat. Es va nomenar un governador, i colons d'Assíria hi van anar a establir-se. La darrera posició que va mantenir la resistència fou Shitamrat, on Akhuni fou capturat i cal suposar que va ser executat.
Cada vegada que els assiris van estar a Bit Adini, piràmides de caps tallats es van posar a les portes de les ciutats que eren atacades, i moltes ciutats foren destruïdes i cremades.

## Bit Agusi, Patin, Argana (Hamath), Qarqar

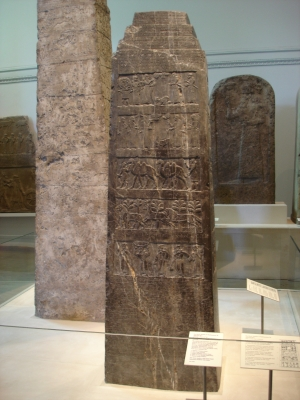
Obelisc de basalt negre

Els següents estats arameus cap a l'oest eren Bit Agusi i Patin al nord i Hamath (Amat) i Damasc al sud. Irkhulina d'Hamath era un rei poderós, però sense arribar al nivell de Damasc on governava Ben Hadad II. Si els dos estats formaven coalició i aconseguien l'aliança dels estats de Fenícia i Israel, podien desafiar als assiris. Les pretensions a l'hegemonia de Damasc van dificultar la unió que no es va concretar fins que el rei es va acostar en la campanya del 854 aC.
En aquest any va sortir de Nínive i va creuar el Tigris i es va dirigir cap al Balikh, a la ciutat de Giammu que va ocupar i saquejar (enviant el botí a Assur). De Kitlala es va dirigir a la fortalesa al riu de Kar-Shulman-asharid i va creuar l'Eufrates amb bots. Es va dirigir cap a la ciutat "que els hitites anomenaven Pitru" que és la ciutat bíblica de Pethor, i que els assiris anomenaven Asshur-utir-asbat, a la riba del Sagur, on va rebre el tribut de Sangar de Karkemish, de Kundashpi de Kummukh, d'Aramu de Bit Agusi, de Lallu el melidseu (de Malatya), de Khayani o Khaianu de Bit Gabbar (Bit Gabar), de Kalparuda o Karparuda de Patin i de Kalpanida de Gurgum; els tributs eren plata, or, plom, coure, objectes de coure.
D'allí va sortir cap a Khalman (Alep). Els potencials rivals temien el seu exèrcit i es van sotmetre entregant tributs de plata i or. D'Alep va marxar en direcció a Hamath i es va acostar a dues ciutats d'aquest rei: Adennu, Mashga (o Barga), que va ocupar; després es va presentar a Argana, la seu reial, que també va conquerir; les ciutats foren incendiades i el botí enviat a Assíria. D'Argana va sortir cap al nord, seguint l'Orontes, fins a Qarqar que era una ciutat reial o la nova capital del rei d'Hamath, la qual fou destruïda i incendiada. Es va presentar llavors un exèrcit format per 1.200 carros i 20.000 homes de Daddaridri (Ben Hadad II), rei de Damasc, 700 carros i 10.000 homes d'Irkhulina d'Hamath, 2.000 carros i 10.000 homes d'Acab (o Ahab) rei d'Israel, 500 homes del regne de Que (gentilici quans) a l'extrem sud-est de Cilícia, 1.000 homes de Musri, 10 carros i 10.000 homes d'Irkanata, 200 homes de Matinu Baal d'Arvad, 200 homes d'Usanata, 30 carros i 10.000 homes d'Adunu Baal de Sidó (Shian), 1.000 camells de Gindibu l'àrab (en aquest punt hi ha un tros il·legible que donava el nom d'un regne i la seva participació), 1.000 homes de Baasha fill de Kukhubim d'Ammon. En conjunt haurien format un exèrcit de 64.000 homes i 4.000 carros, que sembla que foren derrotats entre Qarqar i Gilzan i 14.000 soldats de l'aliança foren morts segons els assiris. Sense aturar-se va seguir fins a l'Orontes i després va abandonar el país. El fet que no seguissin saquejos, destruccions o pagaments de tributs ja ens informa que la victòria, si existí, fou pírrica. La coalició anti-assíria es va desfer després de la batalla però havia aconseguit el seu objectiu i les pèrdues assíries devien ser molt altes.
Slamanassar III no va retornar fins al 849 aC. El trajecte fou similar i els aliats per oposar-se foren els mateixos. Aquesta vegada el rei reclama la mort de deu mil enemics però tampoc va aconseguir ni tributs, ni nou territori i segurament aquesta campanya fou un fracàs i es va haver de retirar. El monòlit acaba sobtadament cosa prou informativa de la manca d'èxit.
Per tercera vegada va retornar el 846 aC i aquesta vegada va reunir una força enorme, que es xifra en 120.000 homes, i es va dirigir a Hamath; altre cop va ser enfrontat per Ben Hadad II i els seus aliats i altre cop el rei assiri es proclama vencedor sense que sigui més veritat que les altres vegades.
La quarta vegada fou el 842 aC, quan Ben Hadad II ja havia mort i ara regnava el cruel Hazael. També el rei d'Israel Acab havia mort i governava Joram, rei de Judà, però això potser ja s'havia produït a la darrera campanya (Joram va governar vers 849/845 aC fins vers 842/841 aC) mentre a Samària (Israel) governava l'usurpador Jehú. Cap d'ells tenia la mateixa predisposició a enfrontar al terrible exèrcit assiri. Els altres aliats es volien sostreure de la influència de Damasc i no presentaven un front unit. Les ciutats fenícies de Tir i Sidó estaven disposades a pagar tribut a canvi de no ser molestats en el seu comerç. Jehú va optar per enviar un important tribut, però amb l'esperança d'obtenir suport assiri contra Damasc. Hazael va haver d'enfrontar sol als assiris; va preparar el seu camp a Saniru (mont Hermon) on va esperar l'assalt. En la batalla va perdre sis mil homes i 1121 carros (i 470 cavalls) i va haver de fugir cap a Damasc on fou perseguit i assetjat pels assiris. Però aquests no tenien prou força per prendre la ciutat per assalt. El rei va tallar alguns arbres de la rodalia que va enviar als temples d'Assíria i va abandonar el setge dirigint-se cap a l'Hauran on va saquejar i cremar les ciutats. Finalment els assiris van retornar.
El darrer intent a la zona fou el 839 aC quan va creuar l'Eufrates per 21a vegada i va marxar contra les ciutats del rei Hazael; el rei assiri reclama la conquesta de quatre ciutats o fortaleses i diu que els enemics s'havien retirat però no esmenta ni botí ni parla per res de Damasc.
A Patin vers el 831 aC es va apoderar del tron un usurpador, Surri, que va enderrocar a Lubarna II i va refusar pagar el tribut. Dayan Ashur va fer una expedició al país i va imposar el tribut

## Urartu

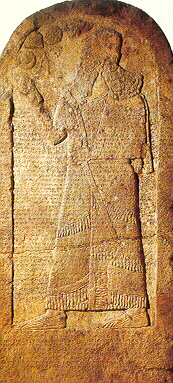
Estela commemorativa de la batalla de Qarqar

Assíria havia començat a fer campanyes al país de Nairi en temps de Teglatfalassar I (vers 1115 a 1076 aC). Després hi va entrar diverses vegades Assurnasirpal II però mai va intentar annexionar el territori. Salmanassar III va començar les seves operacions al territori ara sota hegemonia del regne anomenat pels assiris com Urartu, només pujar al tron, el 859 aC i 858 aC quan va entrar a Khubuixkia, al sud del llac Van (cap al riu Gran Zab que els armenis van anomenar després Petit Albag) i a l'oest del llac Urmia; la capital fou ocupada junt amb un centenar de poblacions del país que foren totes destruïdes pel foc; el rei del país era Kaki. Llavors Salmanassar va atacar al rei de Nairi envaint la terra d'Urartu governada per Arame, i va ocupar la fortalesa de Sugunia, però la incursió es va acabar aviat retornant al sud. El 858 aC Salmanassar es va dirigir cap a Gurzan (al nord del llac Urmia) on regnava un príncep de nom Asau, que va pagar tribut; llavors va seguir a Khubuixkia on va assolar la ciutat de Khilaya.
El 857 aC va fer un segon atac: va assolar la regió d'Inziti o Enziti (Hanzith o Anzitene a la regió de Kharpurt) i d'allí va entrar a l'Alzi a l'altre costat del riu Tigris superior, i seguint el curs de l'Arsànies va travessar Suhma (és a dir el futur país de Balahovit o Balabitene) on va conquerir la fortalesa de Vashtal, seguint a la regió de Palu (Dayaeni) i va arribar fins a la capital d'Urartu, Arzashku (possiblement Malazgird). El rei d'Urartu, Arame, es va retirar a les muntanyes Adduri abandonant la capital, i allí fou derrotat i 3400 soldats foren morts, però ell mateix es va poder salvar. El mateix rei diu que va "calcigar el país com un brau salvatge"; piràmides de caps tallats es van amuntonar a les portes de les ciutats i els soldats urartians eren empalats en estaques. A una muntanya anomenada Iritia el rei assiri es va fer aixecar una estàtua de lloança. La regió de Aramili (Apahunik) que corresponia als dominis reials d'Urartu, i Zanziuna foren assolades. Després Salmanassar I va marxar cap a la regió de Zenziun (la futura Akhiovit) i va arribar a l'actual Ardjesh o Ardjish on es va banyar al "mar de Nairi". D'allí va passar fins al llac Urmia pel país de Gilzan o Gilzanu (possiblement Zaravand) el rei del qual se li va sotmetre efímerament. Va retornar a Assíria per Arbela.
Salmanassar va fer el 854 aC una expedició al nord del Tigris, al país de Shubria (Shubaria) on fou recaptat el tribut.
Va tornar a Urartu el 850 aC procedent de Karkemish, en una expedició menor de la qual l'únic resultat fou la conquesta de la fortalesa d'Ame i la devastació de diversos territoris.
El 845 aC es va recaptar tribut a Dayaeni, on era príncep Asia.
Ja no hi va tornar personalment però el 833 (o 831 aC) va enviar un exèrcit manat pel seu tartan Dayan Ashur, que va travessar el riu Arsànies o Muradsu i va avançar cap a les muntanyes, però per les mateixes fonts assíries se'n dedueix una derrota, ja que només diu que la plana d'Ammash es va omplir de cadàvers enemics sense cap altra conseqüència. Ara els regnes de Dayaeni i Suhma (Suhmi) estaven sota efectiu control d'Urartu. Vers el 830 aC Dayan Ashur va fer una expedició a Qurkhi.

## Àsia Menor
El 836 aC va fer una expedició contra els tiberens (regne de Tabal) que va anar seguida d'una ràtzia cap a Capadòcia; els estats veïns de Vitash i Milid foren també assolats obtenint tribut. El regne de Que fou dominat el 834 aC i el rei substituït per un de favorable als assiris o almenys disposat a pagar el tribut, de nom Kati. L'any següent (833 aC) Salmanassar es va dirigir a Que (Kau, Kui) on va cobrar tribut; després va conquerir Tanakum (va necessitar un setge) passant llavors cap a Kamina (país desconegut) i pel camí va sotmetre Tarzi (Tars) on va establir com a rei a Kirri, germà de Kati de Que.

## Frontera oriental
El 859 aC o més probablement el 858 aC, Salmanassar va fer una curta expedició a la terra de Namri, situada a la frontera oriental, sota el riu Petit Zab, a la terra de Simisi, al nord del país de Khalvan, de difícil localització.
El 856 aC s'esmenta una expedició a Zamua, governada pel príncep Nigdiara. Els assiris conquereixen Ida'a i altres ciutats al sud del llac Urmia.
Una segona expedició contra Zamua (probablement per recaptar el tribut), i Namri es va fer el 844 aC; llavors estava governada per un príncep de nom Marduk-shum-udanmiiq, d'origen babiloni, que fou expulsat pels assiris i un príncep local del districte de Bit-Khamban, de nom Yanzu, fou posat al seu lloc. Al cap de 8 anys (836 aC) el nou príncep va refusar el tribut anual i el rei Salmanassar va creuar el Zab i va envair altre cop el país. Yanzu va fugir a les muntanyes i el país fou assolat i deixat buit. Salmanassar, content amb aquest petit èxit, es va dirigir llavors cap al nord a territori de Parsua que va pagar tribut (estava dividit en almenys 27 prínceps), i girant cap a l'est va entrar al país d'Ellipi que era habitat per clans medes, on diverses ciutats foren saquejades, tot i que no va passar de ser una ràtzia de saqueig; va retornar per la via del sud passant prop de la moderna Hulwan (Pèrsia). Yanzu fou fet presoner i portat a Assíria.
El 829 aC el rei va restar a Kalah enviant un exèrcit a Khubushkia (el nom apareix amb diverses variacions) manat pel tartan Dayan Ashur, que va atacar els districtes fronterers i va reclamar el tribut al príncep de Khubuxkia o Kubuskhia (avui Djelamerk) que es deia Datana, que va pagar immediatament. Després l'exèrcit assiri va passar al Mutsatsir o Musasir (entre el Mont Djelo i l'Ushnu) que no va poder sotmetre tot i ocupar la fortalesa de Sapparia i devastar alstres 50 pobles. L'exèrcit assiri va entrar al regne de Gilzan (regió de Salmas al nord-oest del llac Urmia) on el rei Upu va acceptar de pagar tribut. D'allí els assiris es van dirigir a Man o Minni (Manna) a la zona del llac Urmia, (al sud de la ciutat d'Urmia) on era rei Ualki que va fugir a les muntanyes sense sotmetre's, però la seva capital Zirta fou destruïda, i la regió assolada i cremada en la manera habitual. Va tornar per la part sud del llac on diversos petits estats foren saquejats arribant a Parsua on altre cop fou cobrat el tribut que va pagar el príncep Mannash de Burir (un dels 27 principats de Parsua) i el príncep d'Andria; altres territoris de Parsua foren saquejats entre els quals les ciutats de Shalatamanu, Bastu i Kiniyamana. Seguidament la terra de Namri fou envaïda; els habitants van fugir a les muntanyes abandonant tots els seus béns; el tartan va saquejar, destruir i cremar 250 pobles retornant a Assíria via Hulwan.

## Babilònia
Nabu-apla-iddina (888-855 aC) va fer un tractat de pau amb Salmanassar III al començament del regnat d'aquest, però a la mort del rei babiloni vers el 855 aC el va succeir el seu fill Marduk-zakir-shumi I (855-819 aC) contra el que es va revoltar el seu germà Marduk-balassu-iqbi (Marduk-Belusati), que va dominar la part sud del regne on va tenir el suport del país de Kaldi (Caldea), i els seus guerrers. Per temor a aquests guerrers el rei Marduk-zakir-shumi I va demanar ajut assiri. Els assiris van ser cridats el 853 aC i Salmanassar III va marxar a Babilònia el 852 aC i altre cop el 851 aC. Va passar per Kutha i va entrar a Babilònia on va fer sacrificis al gran deu Marduk; també va visitar Borsippa on va fer sacrificis a Nabu; després d'aquests sacrificis que en certa manera refermaven l'alta sobirania assíria sobre Babilònia, el rei va atacar el sud. Va conquerir diverses ciutats i va derrotar completament a Marduk-balassu-iqbi a Miturnat a la vora del Tornadotus, i a la capital rebel, Gannanati; el príncep derrotat va poder fugir; fou perseguit i els assiris van ocupar Lakhiru al Zab Inferior, i finalment el van atrapar a Arman on fou derrotat decisivament i el van matar. Els assiris van seguir cap al sud i van conquerir Bakini i Inzudi al rei Adini de Dakur, que va acceptar pagar tribut. El rei Mushallimmarduk d'Amukkani va seguir el seu exemple. Encara un altre rei va pagar tribut, anomenat a les fonts assíries rei Yakin de la Mar. Fins al final del seu regnat Marduk-zakir-shumi I va governar en pau sota protecció assíria.
El 831 aC el rei arameu de Sukhi (de situació incerta entre el Khabur i la frontera babilònia) Marduk-Pal-Uzur, va pagar tribut al rei d'Assíria.

## Rebel·lió
L'any trenta-un del seu regnat (828 aC) tots els registres desapareixen sobtadament i pels darrers anys cal utilitzar els registres del seu fill i successor Shamshi-Adad V. Aquesta desaparició estaria relacionada amb la revolta del seu fill Ashur-daninapli (Assurdanipal) de la qual se sap molt poca cosa i tot el que se sap deriva dels registres del seu fill. Ni se'n sap la causa ni es pot explicar la força dels rebels en un regnat tan potent com el de Salmanassar III; la rebel·lió es va enfonsar per causes desconegudes quan estava triomfant. El més probable és que fos una lluita successòria en què Assurdanipal intentava prendre el poder per al qual havia estat designat Shamshi-Adad. Se sap que les millors parts de l'estat van seguir al rebel. La capital reial Kalah va romandre lleial al rei, però Nínive, Assur, Arbela, Amedi, Arrpkha i les principals colònies fins a 27 ciutats, van donar suport al rebel. Això podria indicar que Assurdanipal era el fill gran i legítim hereu. A la mort del rei el 824 aC, Assíria estava dividida en dos parts, rebent Shamshi-Adad V un territori format essencialment per províncies conquerides tardanament al nord o oest (més Babilònia), mentre que el cor del país assiri quedava per Assurdanipal. Shamshi-Adad V tardarà no menys de dos anys en obtenir el control de tot el regne i segurament aquest control només es va donar per una causa fortuïta, segurament la mort del cap rebel.